# Hissène Habré
Hissène Habré (Faya-Largeau, 13 de agosto de 1942-Dakar, 24 de agosto de 2021) fue un político y dictador chadiano que se desempeñó como presidente de Chad desde 1982 hasta su derrocamiento en 1990 por una rebelión encabezada por Idriss Déby.
Durante su régimen se llevarían a cabo todo tipo de violaciones a los derechos humanos, incluyendo asesinatos masivos, desapariciones forzadas, torturas, campos de concentración, violaciones y esclavitud sexual. La brutalidad de sus acciones, muy similares a las cometidas por las dictaduras latinoamericanas, así como su estrecha alianza con los gobiernos occidentales, especialmente Estados Unidos y Francia, le valieron el apodo de "Pinochet africano". Human Rights Watch afirma que 1.200 personas fueron asesinadas y 12 000 fueron torturadas por su régimen, mientras que una comisión de investigación interna de Chad afirma que hasta 40 000 personas fueron asesinadas y 200 000 torturadas. Un tribunal chadiano condenó a cadena perpetua a Saleh Younous y Mahamat Djbrine como los principales autores materiales de las muertes.

## Inicios
Nació en Chad en 1942, cuando su país todavía era una colonia de Francia. Pertenecía a la tribu étnica Tubu. Después de haber terminado la escuela primaria, empezó a trabajar en un cargo administrativo francés, y luego de impresionar a sus superiores, fue becado para que viajara a Francia a estudiar. Después de completar sus estudios en ciencias políticas en París, regresó a Chad en 1971.
Después de haber trabajado brevemente en el gobierno, Habré viajó a Trípoli, en una misión diplomática para convencer a dos líderes rebeldes chadianos a dejar las armas. No obstante, una vez allí, Habré se unió a las Fuerzas Armadas del Norte o FAN, por sus siglas en francés (Forces Armées du Nord). La FAN operaba al norte del país, y estaba compuesta, en su mayoría, por gente de la tribu nómada tubu, y era comandada por Goukouni Oueddei. Miembros de la FAN se habían separado hace poco para conformar el Frente Nacional para la Liberación del Chad (Frolinat), comandado por Abba Siddick.
El 21 de abril de 1974, un comando bajo el mando de Habré secuestró a tres ciudadanos europeos en el oasis de Bardai, en la región volcánica de Tibesti. El objetivo de Habré era intercambiar a los rehenes por 10 millones de francos franceses, pero uno de los rehenes murió durante el asalto. En 1975 otro de los rehenes escapó, pero la última rehén, Françoise Claustre, no fue liberada hasta el 1 de febrero de 1977 a pesar de la intervención francesa, ya que su esposo era un diplomático.
El secuestro terminó por dividir a Habré y a Oueddei, aunque Habré llevaba mucho tiempo criticando la intromisión de Muammar al-Gaddafi en las decisiones de la FAN. Después de la división, Habré continuó llamando FAN a sus fuerzas armadas. Poco después de esta ruptura, en 1975, Libia invadió Chad y se anexionó la Franja de Aouzou.
El 29 de agosto de 1978, Habré sucedió a Félix Malloum como primer ministro de Chad, no obstante, su gobierno finalizó el año siguiente. Para diciembre de 1980 Libia había ocupado exitosamente el norte de Chad y Oueddei fue nombrado presidente. Buscando la reconciliación nacional, Oueddei nombró a Habré como Ministro de Defensa, no obstante, molesto por la influencia libia en Chad, este último consiguió apoyo de los Estados Unidos para expulsar a las fuerzas libias de su país y derrocar a Oueddei.

## Camino a la presidencia
El 7 de junio de 1982, Habré depuso a Oueddei y se nombró presidente, aboliendo el cargo de primer ministro. Con la ayuda de su policía secreta, Habré logró capturar y a ejecutar a muchos opositores. Según la ONG Human Rights Watch, unas 40 000 personas fueron asesinadas en su gobierno por motivos políticos, y otras 200.000 fueron torturadas.
Para 1983 las tropas libias habían sido expulsadas de Chad, a excepción de unos territorios al norte. Para 1987, los efectivos libios fueron expulsados de Chad y la guerra terminó al día siguiente. No obstante, su victoria significó el fin de la ayuda occidental, y la situación política de Habré se volvió frágil. Esto fue aprovechado por el grupo étnico zaghawa, y el 1 de diciembre de 1990 Idriss Déby, un general zaghawa, lo depuso. Habré huyó a Senegal y Déby se proclamó presidente.

## Sociedad étnica Ain Galakka
Siguiendo la tradición étnica de las “sociedades secretas”, Hissène Habré creó una de nombre Asociación Ain Galakka. Lo hizo al final de su presidencia para reunir a los clanes toubou que vivían en Yamena, al norte del Chad, en la antigua región de Ain Galakka, de allí el nombre. Su objetivo era fortalecer los lazos de parentesco y consolidar apoyos para sus políticas. A través de un clientelismo en la adjudicación de puestos en la administración de Estado, Habré conseguía mantener el poder y control de las instituciones. La asociación se disolvió tras el derrocamiento de Habré en 1990.

## Captura y juicio
Habré fue acusado de ser el responsable de tres persecuciones étnicas llevadas a cabo en 1984, 1987 y 1989, contra grupos étnicos rivales. En septiembre de 2005, una corte de Bélgica acusó a Habré de crímenes contra la humanidad, tortura, crímenes de guerra y otras violaciones de los derechos humanos. Desde su llegada a Senegal, Habré estuvo bajo arresto domiciliario en Dakar. Aunque el Parlamento Europeo y la Unión Africana (UA)  solicitaron al Gobierno senegalés que enviara a Habré a Bélgica para ser juzgado, Dakar se  negó. En 2012 el Tribunal Internacional de Justicia determinó que Senegal había incumplido sus obligaciones impuestas por el Convenio contra la Tortura y que debía, sin dilación, juzgar a Habré o extraditarlo a Bélgica.
Senegal creó su propia corte especial de crímenes de guerra para juzgar a Habré, con el objetivo de disminuir la presión de la UA.
El juez de ese tribunal especial creado por la Unión Africana (UA) en Dakar, capital senegalesa, confirmó que Habré, siendo jefe del Estado, jefe de las Fuerzas Armadas y de la Guardia Presidencial de Chad, creó y controló un sistema para llevar a cabo una amplia campaña de represión que causó miles de víctimas.

### Condena
El 30 de mayo de 2016, el tribunal declaró a Habré culpable de crímenes contra la humanidad, violación, esclavitud forzada, homicidio voluntario, práctica masiva y sistemática de ejecuciones sumarias, secuestro de personas, torturas y actos inhumanos, por el cual cumplirá cadena perpetua.
Habré tuvo que pasar el resto de su vida en una unidad especial de la cárcel de Cap Manuel en Dakar, donde se refugió en 1990 tras su derrocamiento por una rebelión encabezada por Idriss Deby Itno, exmandatario chadiano. En 2020, a raíz de la pandemia de COVID-19, salió provisionalmente de la cárcel y se instaló en su domicilio. Esta decisión tuvo mala acogida por varios supervivientes, pero el presidente de Senegal, Macky Sall les garantizó que Habré era un preso de estatus internacional y Senegal no tiene permitido indultar a presos de esa categoría. Tras acabar el plazo finalmente Habré regresó el 7 de junio a prisión tras haber desinfectado la prisión.

### Fallecimiento
El 24 de agosto de 2021 falleció a los 79 años de edad en un hospital de Dakar tras haber empeorado su condición por COVID-19.
| Predecesor: Él mismo         | Presidente de la República de Chad 1982-1990                                                  | Sucesor: Idriss Déby                                      |
| Predecesor: Él mismo         | Jefe de Estado de la República de Chad (Presidente del Consejo de Estado) 1982                | Sucesor: Él mismo (como Presidente de la República)       |
| Predecesor: Goukouni Oueddei | Jefe de Estado de la República de Chad (Presidente del Consejo de Comandos de las FF.AA) 1982 | Sucesor: Él mismo (como Presidente del Consejo de Estado) |